# Lusigny-sur-Barse
Lusigny-sur-Barse é uma comuna francesa na região administrativa de Grande Leste, no departamento de Aube. Estende-se por uma área de 37,92 km². Em 2010 a comuna tinha 2 244 habitantes (densidade: 59,2 hab./km²).